# Хосе Мануел Естрада, Каса Огар (Закатепек)
Хосе Мануел Естрада, Каса Огар (шп. José Manuel Estrada, Casa Hogar) насеље је у Мексику у савезној држави Морелос у општини Закатепек. Насеље се налази на надморској висини од 981 м.

## Становништво
Према подацима из 2010. године у насељу је живело 41 становника.

### Хронологија
| Година       | 2000 | 2005 | 2010 |
| ------------ | ---- | ---- | ---- |
| Становништво | 38   | 38   | 41   |

### Попис
| # | Индикатор                     | Вредност |
| - | ----------------------------- | -------- |
| 1 | Укупно домаћинстава           | 4        |
| 2 | Укупно насељених домаћинстава | 2        |
| 3 | Величина локације             | 1        |